# Mulak
Mulak (Odocoileus) – rodzaj ssaków z podrodziny saren (Capreolinae) w obrębie rodziny jeleniowatych (Cervidae).

## Rozmieszczenie geograficzne
Rodzaj obejmuje gatunki występujące w Ameryce.

## Morfologia
Długość ciała samic 115–155 cm, samców 120–190 cm, długość ogona 14–37 cm, wysokość w kłębie samic 55–95 cm, samców 60–105 cm; długość poroża samców 30–80 cm; masa ciała samic 17–85 kg, samców 21–230 kg.

## Systematyka
Rodzaj zdefiniował w 1832 roku francusko-amerykański przyrodnik Constantine Samuel Rafinesque w artykule zatytułowanym Opis niektórych skamieniałości zębów znalezionych w jaskini w Pensylwanii opublikowanym na łamach „Atlantic journal”. Gatunkiem typowym jest (oznaczenie monotypowe) mulak białoogonowy (O. virginianus).

### Etymologia
- Dama: łac. dama, damma ‘daniel, antylopa, kozica’[25]. Gatunek typowy (oznaczenie monotypowe): Dama virginianus A.E.W. von Zimmermann, 1780.
- Mazama: meksykańskie nazwy mazame, magame lub teuthlamacame użyte przez Hernándeza (Nova plantarum, animalium et mineralium Mexicanorum historia wydane w 1651 roku) na opisanie niektórych meksykańskich kopytnych[26]. Gatunek typowy: Smith wymienił kilka gatunków – Cervus paludosus A.G. Desmarest, 1822 (= Cervus dichotomus Illiger, 1815), Cervus macrotis Say, 1823 (= Cervus hemionus Rafinesque, 1817), Dama virginiana E.A.W. von Zimmermann, 1780, Cervus campestris F. Cuvier, 1817:484 (= Dama virginiana E.A.W. von Zimmermann, 1780), Corvus macrourus[i] Rafinesque, 1817, Cervus mexicanus[i] J.F. Gmelin, 1788, Cervus nemoralis[i] C.H. Smith, 1826, Cervus clavatus C.H. Smith, 1827 (= Dama virginiana E.A.W. von Zimmermann, 1780) – nie wskazując gatunku typowego.
- Elaphalces: zbitka wyrazowa nazw rodzajów: Elaphus C.H. Smith, 1827 (jeleń) i Alces J.E. Gray, 1821 (łoś)[27]. Gatunek typowy (oznaczenie monotypowe): Cervus mexicanus[i] J.F. Gmelin, 1788.
- Subulus: łac. subulo sūbulōnis ‘rodzaj jelenia ze spiczastymi rogami’[28]. Gatunek typowy: Brookes wymienił dwa gatunki: Subulus americanus Brookes, 1828 (= Dama virginianus A.E.W. von Zimmermann, 1780) oraz Subulus spinosus Brookes, 1828 (= Dama virginianus A.E.W. von Zimmermann, 1780 – nie wskazując gatunku typowego.
- Odocoileus (Odocoelus, Odontocoelus): gr. οδων odōn, οδοντος odontos ‘ząb’; κοιλος koilos ‘pusty, wydrążony’[29].
- Dorcelaphus: gr. δορκας dorkas ‘gazela’; ελαφος elaphos ‘jeleń’[30]. Gatunek typowy: Gloger wymienił kilka gatunków – Cervus paludosus A.G. Desmarest, 1822 (= Cervus dichotomus Illiger, 1815)), Cervus macrotis Say, 1823 (= Cervus hemionus Rafinesque, 1817), Dama virginiana E.A.W. von Zimmermann, 1780, Cervus campestris F. Cuvier, 1817 (= Dama virginiana E.A.W. von Zimmermann, 1780) i Corvus macrourus[i] Rafinesque, 1817 – z których gatunkiem typowym jest (późniejsze oznaczenie) Dama virginiana E.A.W. Zimmermann, 1780.
- Cariacus: rodzima, południowoamerykańska nazwa cariacou dla jelenia[31]. Gatunek typowy: Lesson wymienił kilka gatunków – Cervus nanus P.W. Lund, 1841 (= Cervus nanus Hensel, 1872), Cervus macrotis Say, 1823 (= Cervus hemionus Rafinesque, 1817), Dama virginiana E.A.W. von Zimmermann, 1780, Cervus campestris F. Cuvier, 1817 (= Dama virginiana E.A.W. von Zimmermann, 1780), Cervus leucurus[i] D. Douglas, 1829, Cervus mexicanus[i] J.F. Gmelin, 1788, Cervus nemoralis[i] C.H. Smith, 1826, Cervus clavatus C.H. Smith, 1827 (= Dama virginiana E.A.W. von Zimmermann, 1780) i Cervus paludosus Kerr, 1792 (species inquirenda) – nie wskazując gatunku typowego.
- Oplacerus (Aplacerus): gr. ὁπλον hoplon ‘uzbrojenie, oręż’; κερας keras, κερατος keratos ‘róg’[32].
- Reduncina: rodzaj Redunca C.H. Smith, 1827 (ridbok); łac. przyrostek -ina ‘należące do, odnoszące się do’[33]. Gatunek typowy: Wagner wumienił kilka gatunków – Dama virginiana E.A.W. von Zimmermann, 1780, Cervus gymnotis[i] Wiegmann, 1833, Cervus leucurus[i] D. Douglas, 1829, Cervus mexicanus[i] J.F. Gmelin, 1788 i Cervus nemoralis[i] C.H. Smith, 1826 – nie wskazując gatunku typowego.
- Macrotis: gr. μακρωτης makrōtēs ‘długouchy’, od μακρος makros ‘długi’; -ωτις -ōtis ‘-uchy’, od ους ous, ωτος ōtos ‘ucho’[34]. Gatunek typowy (absolutna tautonimia): Cervus macrotis Say, 1823 (= Cervus hemionus Rafinesque, 1817).
- Eucervus: gr. ευ eu ‘dobry, ładny’; rodzaj Cervus Linnaeus, 1758 (jeleń)[35]. Gatunek typowy: Gray wymienił dwa gatunki – Cervus macrotis columbiana[i] J. Richardson, 1829 i Cervus macrotis Say, 1823 (= Cervus hemionus Rafinesque, 1817) – z których gatunku typowego jest (późniejsze oznaczenie) Cervus macrotis Say, 1823 (= Cervus hemionus Rafinesque, 1817).
- Otelaphus: gr. ους ous, ωτος ōtos ‘ucho’; ελαφος elaphos ‘jeleń’[36].
- Gymnotis: gr. γυμνος gumnos ‘goły, nagi’; ους ous, ωτος ōtos ‘ucho’[37]. Gatunek typowy (oznaczenie monotypowe): Gymnotis wiegmanni Fitzinger, 1879 (= Dama virginianus A.E.W. von Zimmermann, 1780).
- Mamcariacus: modyfikacja zaproponowana przez meksykańskiego przyrodnika Alfonso Luisa Herrerę w 1899 roku, polegająca na dodaniu do nazwy rodzaju przedrostka Mam (od Mammalia)[38].
- Palaeodocoileus: gr. παλαιος palaios ‘stary, antyczny’[39]; rodzaj Odocoileus Rafinesque, 1832. Gatunek typowy (oryginalne oznaczenie): Palaeodocoileus abeli Spillmann, 1931 (= Dama virginianus A.E.W. von Zimmermann, 1780).
- Protomazama: gr. πρωτος prōtos ‘pierwszy, przed’[40]; rodzaj Mazama Rafinesque, 1817. Gatunek typowy (oryginalne oznaczenie): Protomazama aequatorialis Spillmann, 1931 (= Dama virginianus A.E.W. von Zimmermann, 1780).

### Podział systematyczny
Do rodzaju należą następujące występujące współcześnie gatunki:
| Grafika | Gatunek                | Autor i rok opisu             | Nazwa zwyczajowa    | Podgatunki         | Rozmieszczenie geograficzne | Podstawowe wymiary                           | Status IUCN |
| ------- | ---------------------- | ----------------------------- | ------------------- | ------------------ | --- | -------------------------------------------- | ----------- |
|         | Odocoileus pandora     | (C.H. Merriam, 1901)          | mazama jukatańska   | gatunek monotypowy | endemit Meksyku: półwysep Jukatan; być może północna Gwatemala i północne Belize; zakres wysokości: 0–300 m n.p.m. | DC: brak danych DO: brak danych MC: 17–21 kg | VU          |
|         | Odocoileus hemionus    | (Rafinesque, 1817)            | mulak czarnoogonowy | 8 podgatunków      | wybrzeże południowej Alaski, zachodnia Kanada (od Jukonu) na południe przez zachodnie i środkowe Stany Zjednoczone (Góry Skaliste i zachodnie Wielkie Równiny) do północno-zachodniego i centralnego Meksyku; zakres wysokości: 0–3000 m n.p.m.                                                                                                   | DC: 135–180 cm DO: 15–23 cm MC: 35–110 kg    | LC          |
|         | Odocoileus virginianus | (E.A.W. von Zimmermann, 1780) | mulak białoogonowy  | 38 podgatunków     | od południowej Kanady na południe przez Stany Zjednoczone (poza większą częścią południowo-zachodniego obszaru) i Meksyk do Ameryki Południowej (Kolumbia, Ekwador, Peru, północno-zachodnia Boliwia, Wenezuela, region Gujana i północna Brazylia); introdukowany do Czech, Finlandii, Nowej Zelandii i Kuby; zakres wysokości: do 4500 m n.p.m. | DC: 115–190 cm DO: 14–37 cm MC: 25–130 kg    | LC          |

Kategorie IUCN:  LC  – gatunek najmniejszej troski,  VU  – gatunek narażony.
Opisano również gatunki wymarłe:
- Odocoileus cascensis C. Frick, 1937[44] (Ameryka Północna).
- Odocoileus cooki C. Frick, 1937[45] (Ameryka Północna; plejstocen).
- Odocoileus dolichopsis (Cope, 1878)[46] (Ameryka Północna; plejstocen).
- Odocoileus dubius (P. Gervais & Ameghino, 1880[47] (Ameryka Południowa; plejstocen).
- Odocoileus ensifer (Cope, 1889)[48] (Ameryka Północna).
- Odocoileus laevicornis (Cope, 1896)[49] (Ameryka Północna; plejstocen).
- Odocoileus lucasi (Hay, 1927)[50] (Ameryka Północna; plejstocen).
- Odocoileus salinae (C. Frick, 1937[51] (Ameryka Południowa; plejstocen).
- Odocoileus sellardsiae Hay, 1917[52] (Ameryka Północna; )
- Odocoileus sheridanus C. Frick, 1937[53] (Ameryka Północna).